# Bø (plaats in Nordland)
Bø is een plaats (tettsted) in de Noorse gemeente Bø (Nordland) in de provincie Nordland. Bø telt 692 inwoners (2007) en heeft een oppervlakte van 1,41 km². Het dorp ligt op het eiland Langøya.
Bø omvat statistisch gezien de dorpen Vinje, Skagen en Steine.